# Chris Brown (atleet)
Christopher Deon (Chris) Brown (Nassau, 15 oktober 1978) is een Bahamaanse sprinter, die is gespecialiseerd in de 400 m en op dit nummer, maar vooral ook op de 4 x 400 m estafette, vele medailles won. Hij nam vijfmaal deel aan de Olympische Spelen en won hierbij in totaal eenmaal zilver.

## Biografie

### Acht jaar na dato wereldkampioen
Op de Olympische Spelen van 2000 in Sydney en de Spelen van 2004 in Athene werd Brown beide keren in de tweede ronde van de 400 m uitgeschakeld.
Een jaar later bereikte hij een voorlopig eerste hoogtepunt in zijn atletiekloopbaan, zoals overigens pas jaren later zou blijken. In Edmonton werd hij met zijn landgenoten Avard Moncur, Troy McIntosh en Timothy Munnings wereldkampioen op de 4 x 400 m estafette in de nationale recordtijd van 2.58,19. Weliswaar was het goud aanvankelijk naar de in 2.57,54 winnende Amerikaanse ploeg gegaan, maar pas nadat in 2008 een van de leden van dit team, Antonio Pettigrew, bekende in 2000 ten tijde van de Spelen in Sydney epo en groeihormonen te hebben gebruikt en hij vervolgens al zijn vanaf 1997 veroverde medailles inleverde, werd besloten om het estafetteteam van de Bahama's alsnog tot de winnaars van de 4 x 400 m van 2001 te verklaren. De ploegen uit Jamaica en Polen schoven hierdoor achteraf op naar de tweede en derde plaats.

### Opnieuw eremetaal
Twee jaar later waren Brown en zijn landgenoten er op de 4 x 400 m estafette tijdens de wereldkampioenschappen in Parijs opnieuw bij. Hoewel hij samen met Avard Moncur, Dennis Darling, Nathaniel McKinney in de finale geen weerstand kon bieden tegen de teams van Frankrijk (eerste in 2.58,96) en Jamaica (tweede in 2.59,60), werd het Bahamaanse viertal in 3.00,53 derde en ging Brown dus opnieuw met eremetaal naar huis, al was het ditmaal van brons. Eerder was hij op de individuele 400 m in de halve finale op een vierde plaats blijven steken.
In 2005 wist Brown zich op een wereldkampioenschap voor het eerst ook op een individuele 400 m voor een finale te plaatsen. Met een PR-tijd van 44,48 s viste hij met een vierde plaats net achter de medailles. Op de 4 x 400 m estafette zat er weer wel een medaille in en won hij als slotloper van het team, dat verder bestond uit McKinney, Moncur en Andrae Williams, zilver. Het Bahamaanse viertal verbeterde net als op de WK in 2001 het nationale record en stelde dit nu op 2.57,32.

### Vier keer achter elkaar in de prijzen
Op de WK van 2007 in Osaka verbeterde Brown in de finale van de 400 m zijn PR-tijd naar 44,45, waarmee hij drie honderdste seconde af liep van zijn record uit 2005, maar opnieuw kwam hij er niet verder mee dan de vierde plaats. De finale werd gewonnen door de Amerikaan Jeremy Wariner, die met 43,45 precies één seconde sneller was. Wat hem individueel niet lukte, daarin slaagde hij wel op de 4 x 400 m: voor de vierde achtereenvolgende maal in zijn atletiekcarrière viel Brown op een WK in de prijzen. Samen met Moncur, Michael Mathieu en Williams snelde Brown in 2.59,18 naar zijn tweede zilveren medaille.
In 2008 stelde Brown tijdens de Bislett Games in Oslo, een van de wedstrijden uit de Golden League-serie, zijn persoonlijk record op de 400 m nog scherper met een tijd van 44,40. Op de Olympische Spelen van 2008 in Peking nam hij deel aan de 400 m en de 4 x 400 m estafette. Op de 400 m finishte hij in 44,84 voor de zoveelste keer op een groot toernooi als vierde en dus weer naast het podium. Maar net als bij voorgaande gelegenheden bereikte hij daarna op de 4 x 400 m estafette het podium weer wel en won hij met zijn teamgenoten Andretti Bain, Mathieu en Williams een zilveren medaille. Met een tijd van 2.58,03 finishte het team achter de estafetteploeg uit Amerika (goud; 2.55,39) en net voor de estafetteploeg uit Rusland (brons; 2.58,06).
Op de wereldkampioenschappen in Berlijn in 2009 beperkte Brown zich tot de individuele 400 m. Opnieuw lukte het hem niet om tot het ereplatform door te dringen; in 45,47 werd hij in de finale dit keer vijfde. Vervolgens moest hij lijdzaam toezien hoe zijn landgenoten op de 4 x 400 m werden gediskwalificeerd. Dit betekende voor het eerst sinds 2001 op dit onderdeel geen medaille voor de Bahama's.

### Eindelijk wereldkampioen 400 m
Bij de wereldindoorkampioenschappen in 2010 in Doha kwam de Bahamaanse vier-maal-vier in de finale niet eens aan de finish. Een hamstringblessure van Bain, vlak voordat deze zijn estafettestok zou overgeven, was hiervan de oorzaak. De teleurstelling voor Brown, die hierdoor niet eens in actie kwam, werd echter ruimschoots vergoed door de individuele titel op de 400 m, die hij een dag eerder in 45,96 had veroverd. Eindelijk was hij nu ook op de individuele afstand de beste.
Op de Olympische Zomerspelen 2012 in Londen miste hij met een vierde plaats op de 400 m op een haar na een medaille.

## Titels
- Wereldindoorkampioen 400 m - 2010
- Wereldkampioen 4 x 400 m - 2001
- Bahamaans kampioen 200 m - 2006
- Bahamaans kampioen 400 m - 2002, 2004
- Bahamaans kampioen 800 m - 1999

## Persoonlijke records
Outdoor
| Onderdeel | Prestatie    | Datum            | Plaats    |
| --------- | ------------ | ---------------- | --------- |
| 200 m     | 21,05 s      | 22 juni 2002     | Nassau    |
| 400 m     | 44,40 s (NR) | 6 juni 2008      | Oslo      |
| 800 m     | 1.49,54 (NR) | 17 augustus 1998 | Maracaibo |

Indoor
| Onderdeel | Prestatie    | Datum           | Plaats  |
| --------- | ------------ | --------------- | ------- |
| 400 m     | 45,58 s      | 8 maart 2014    | Sopot   |
| 500 m     | 1.03,67 (NR) | 11 januari 2003 | Fairfax |

## Palmares

### 400 m
Kampioenschappen
- 1997:  Carifty Games <20 jr. - 47,46
- 2000:  NACAC kamp. <25 jr. - 46,02 s
- 2000: 6e ¼ fin. OS - 45,76 s
- 2002:  NACAC kamp. <25 jr. - 45,50 s
- 2003: 5e ½ fin. WK indoor - 47,03 s (in serie 46,74 s)
- 2003:  Centraal-Amerikaanse en Caribische kamp. - 45,42 s
- 2003: 4e ½ fin. WK - 45,29 s
- 2004: 2e in serie WK indoor - 47,08 s
- 2004: 3e ½ fin. OS - 45,31 s
- 2005: 4e WK - 44,48 s
- 2005:  Centraal-Amerikaanse en Caribische kamp. - 45,57 s
- 2005:  Wereldatletiekfinale - 44,68 s
- 2006:  WK indoor - 45,78 s (nat. rec.)
- 2006: 4e Gemenebestspelen - 45,19 s
- 2007: 4e WK - 44,45 s
- 2008:  WK indoor - 46,26 s
- 2008: 4e OS - 44,84 s
- 2008:  Wereldatletiekfinale - 45,36 s
- 2009: 5e WK - 45,47 s
- 2009:  Wereldatletiekfinale - 45,49 s
- 2010:  WK indoor - 45,96 s
- 2011: 3e ½ fin. WK - 45,54 s
- 2012:  WK indoor - 45,90 s
- 2012: 4e OS - 44,79 s
- 2013: 3e ½ fin. WK - 45,18 s
- 2014:  WK indoor - 45,58 s

Golden League-podiumplekken
- 2005:  Meeting Gaz de France – 45,31 s
- 2005:  Weltklasse Zürich – 44,97 s
- 2006:  Bislett Games – 44,80 s
- 2008:  ISTAF – 44,68 s
- 2008:  Bislett Games – 44,40 s
- 2008:  Golden Gala – 44,73 s
- 2008:  Meeting Gaz de France – 44,76 s
- 2008:  Weltklasse Zürich – 45,05 s
- 2009:  Golden Gala – 44,81 s
- 2009:  Meeting Areva – 45,44 s
- 2009:  ISTAF – 45,61 s

Diamond League-podiumplekken
- 2010:  Golden Gala – 45,05 s
- 2010:  Herculis – 45,05 s
- 2011:  Golden Gala – 45,16 s
- 2011:  Meeting Areva – 44,94 s
- 2011:  DN Galan – 44,79 s
- 2011:  Aviva London Grand Prix – 45,04 s
- 2012:  Prefontaine Classic – 45,24 s
- 2012:  Adidas Grand Prix – 45,35 s
- 2012:  Aviva London Grand Prix – 44,95 s
- 2014:  Adidas Grand Prix – 44,61 s
- 2014:  Glasgow Grand Prix – 44,94 s

### 800 m
- 1997:  Carifty Games <20 jr. - 1.56,59

### 4 x 400 m
- 1999: 7e WK - 3.02,74
- 2000:  OS - 2.59,23
- 2001:  WK - 2.58,19 (NR)(na DQ VS-team)
- 2002:  Gemenebestspelen - 3.01,35
- 2003:  WK - 3.00,53
- 2004: 5e WK indoor - 3.17,57 (in serie 3.08,76 = NR)
- 2004: 6e OS - 3.01,88
- 2005:  WK - 2.57,32 (NR)
- 2006:  Wereldbeker - 3.00,14
- 2007:  Pan-Amerikaanse Spelen - 3.01,94
- 2007:  WK - 2.59,18
- 2008:  OS - 2.58,03
- 2010: DNF WK indoor
- 2012:  OS - 2.56,72
- 2016:  WK indoor - 3.04,75
- 2016:  OS - 2.59,49

1912: Sheppard, Lindberg, Meredith, Reidpath ·
1920: Griffiths, Lindsay, Ainsworth-Davis, Butler ·
1924: Cochran, Helffrich, MacDonald, Stevenson ·
1928: Baird, Alderman, Spencer, Barbuti ·
1932: Fuqua, Ablowich, Warner, Carr ·
1936: Wolff, Rampling, Roberts, Brown ·
1948: Harnden, Bourland, Cochran, Whitfield ·
1952: Wint, Laing, McKenley, Rhoden ·
1956: Jenkins, Jones, Mashburn, Courtney ·
1960: Yerman, Young, G. Davis, O. Davis ·
1964: Cassell, Larrabee, Williams, Carr ·
1968: Matthews, Freeman, James, Evans ·
1972: Asati, Nyamau, Ouko, Sang ·
1976: Frazier, Brown, Newhouse, Parks ·
1980: Valiulis, Linge, Tsjernetski, Markin ·
1984: Nix, Armstead, Babers, McKay ·
1988: Everett, Lewis, Robinzine, Reynolds ·
1992: Valmon, Watts, Johnson, Lewis ·
1996: Harrison, Smith, Mills, Maybank ·
2000: Bada, Chukwu, Monye, Udo-Obong  ·
2004: Harris, Brew, Wariner, Williamson ·
2008: Merritt, Taylor, Neville, Wariner ·
2012: Brown, Pinder, Mathieu, Miller ·
2016: Hall, McQuay, Roberts, Merritt ·
2020: Cherry, Norman, Deadmon, Benjamin ·
2024: Bailey, Norwood, Deadmon, Benjamin
1983: Lovasjov, Troshchilo, Tsjernetski, Markin ·
1987: Everett, Haley, McKay, Reynolds ·
1991: Black, Redmond, Regis, Akabusi ·
1993: Valmon, Watts, Reynolds, Johnson ·
1995: Ramsey, Mills, Reynolds, Johnson ·
1997: Thomas, Black, Baulch, Richardson, Hylton ·
1999: Czubak, Maćkowiak, Bocian, Haczek ·
2001: Moncur, Brown, McIntosh, Munnings ·
2003: Djhone, Keïta, Diagana, Raquil ·
2005: Rock, Brew, Williamson, Wariner ·
2007: Merritt, Taylor, Williamson, Wariner ·
2009: Taylor, Wariner, Clement, Merritt ·
2011: Nixon, Jackson, Taylor, Merritt ·
2013: Verburg, McQuay, Hall, Merritt ·
2015: Verburg, McQuay, Nellum, Merritt ·
2017: Solomon, Richards, Cedenio, Gordon ·
2019: Kerley, Cherry, London, Benjamin ·
2022: Godwin, Norman, Deadmon, Allison ·
2023: Hall, Norwood, Robinson, Benjamin